# JR Biwako-lijn
De JR Biwako-lijn (JR琵琶湖線; JR Biwako-sen) is de onofficiële naam van het deel van de Tōkaidō tussen Kioto en Nagahama in de prefecturen  Kioto en  Shiga. De lijn maakt deel uit van het netwerk van openbaar vervoer in de agglomeratie Osaka-Kobe-Kioto. De lijn wordt geëxploiteerd door JR West, hoewel de laatste drie stations, welke deel uitmaken van de Hokuriku-lijn, worden beheerd door JR Central. 

De lijn is vernoemd naar het Biwameer, waarlangs de lijn loopt. In tegenstelling tot enkele andere lijnen, is de bijnaam Biwako niet universeel geaccepteerd: zo wordt deze alleen door JR West gebruikt, en niet door andere spoorwegmaatschappijen.

## Treinen
- Shinkaisoku (新快速, intercity) stopt in Kioto, Nagahama, Tamura, Sakata, Maibara, Hikone, Notogawa, Omi-Hachiman, Yasu, Moriyama, Kusatsu, Minami-Kusatsu, Ishiyama, Otsu, Yamashina, and Kioto.
- Futsu (普通, stoptrein) stopt op elk station, maar rijdt voornamelijk tot aan Maibara.

Daarnaast rijdt de Shin-Kaisoku door op het traject van de Tokaidō-lijn richting Ōsaka.

## Stations
| Station                                             | Japans   | Verbindingen | Wijk         | Stad        | Prefectuur |
| --------------------------------------------------- | -------- | --- | ------------ | ----------- | ---------- |
| Hokuriku-lijn                                       |          | |              |             |            |
| Doorgaande treinen van de Hokuriku-lijn             |          | |              |             |            |
| Nagahama                                            | 長浜     | JR: Hokuriku-lijn | Nagahama     | Nagahama    | Shiga      |
| Tamura                                              | 田村     | | Nagahama     | Nagahama    | Shiga      |
| Sakata                                              | 坂田     | | Maibara      | Maibara     | Shiga      |
| Tōkaidō-lijn                                        |          | |              |             |            |
| Doorgaande treinen van de Tōkaidō-lijn (JR Central) |          | |              |             |            |
| Maibara                                             | 米原     | JR Central: Tokaido Shinkansen en de Tōkaidō-lijn Omi Spoorwegmaatschappij: Ōmi-lijn                                             | Maibara      | Maibara     | Shiga      |
| Hikone                                              | 彦根     | Ōmi-lijn | Hikone       | Hikone      | Shiga      |
| Minami-Hikone                                       | 南彦根   | | Hikone       | Hikone      | Shiga      |
| Kawase                                              | 河瀬     | | Hikone       | Hikone      | Shiga      |
| Inae                                                | 稲枝     | | Hikone       | Hikone      | Shiga      |
| Notogawa                                            | 能登川   | | Higashiomi   | Higashiomi  | Shiga      |
| Azuchi                                              | 安土     | | Omihachiman  | Omihachiman | Shiga      |
| Ōmi-Hachiman                                        | 近江八幡 | Omi Spoorwegmaatschappij: Yōkaichi-lijn                                                                                          | Omihachiman  | Omihachiman | Shiga      |
| Shinohara                                           | 篠原     | | Omihachiman  | Omihachiman | Shiga      |
| Yasu                                                | 野洲     | | Yasu         | Yasu        | Shiga      |
| Moriyama                                            | 守山     | | Moriyama     | Moriyama    | Shiga      |
| Rittō                                               | 栗東     | | Rittō        | Rittō       | Shiga      |
| Kusatsu                                             | 草津     | JR West: Kusatsu-lijn | Kusatsu      | Kusatsu     | Shiga      |
| Minami-Kusatsu                                      | 南草津   | | Kusatsu      | Kusatsu     | Shiga      |
| Seta                                                | 瀬田     | | Ōtsu         | Ōtsu        | Shiga      |
| Ishiyama                                            | 石山     | Keihan: Ishiyama-Sakamoto-lijn                                                                                                   | Ōtsu         | Ōtsu        | Shiga      |
| Zeze                                                | 膳所     | Keihan: Ishiyama-Sakamoto-lijn                                                                                                   | Ōtsu         | Ōtsu        | Shiga      |
| Ōtsu                                                | 大津     | | Ōtsu         | Ōtsu        | Shiga      |
| Yamashina                                           | 山科     | JR West: Kosei-lijn Metro van Kioto: Tōzai-lijn Keihan: Keishin-lijn (station Keihan Yamashina)                                  | Yamashina-ku | Kioto       | Kioto      |
| Kioto                                               | 京都     | JR West: Tokaido Shinkansen, Sagano-lijn (Sanin-lijn), Kosei-lijn, Nara-lijn Kintetsu: Kioto-lijn Metro van Kioto: Karasuma-lijn | Shimogyō-ku  | Kioto       | Kioto      |

Shinkansen: Sanyō

Hoofdlijn: Hokuriku · Kansai · Kisei · San'in · Sanyō · Takayama · Tōkaidō

Regionaal: Akō · Bantan · Etsumi-Hoku · Fukuchiyama · Fukuen · Gantoku · Geibi · Hakubi · Hibi · Honshi-Bisan · Inbi · Jōhana · Kabe · Kakogawa · Katamachi · Kibi · Kishin · Kisuki · Kure · Kusatsu · Maizuru · Mine · Nanao · Ohama · Oito · Onoda · Sakai · Sakurai · Sanko · Tsuyama · Ube · Uno · Wakayama · Yamaguchi

Voorstadsnetwerk:  Biwako ·  Gakkentoshi (Katamachi) ·  Hanwa ·  Kansai Airport ·  Kobe ·  Kosei ·  Kioto · Nara · Osaka-ringlijn · Osaka Higashi ·  Sagano ·  Tozai ·  Yamatoji · Yumesaki